# Vigelsjö naturreservat
Vigelsjö naturreservat är ett naturreservat i Norrtälje kommun i Stockholms län.
Området är naturskyddat sedan 1998 och är 70 hektar stort. Reservatet omfattar ett grönområde nordväst om bebyggelsen i Vigelsjö och vid en vik av Lommaren. Reservatet består av tallskog, barrblandskog, ängar och ädellöskog.